# Kuduravalli, Alur
Kuduravalli là một làng thuộc tehsil Alur, huyện Hassan, bang Karnataka, Ấn Độ.